# Corte de' Cortesi con Cignone
Corte de' Cortesi con Cignone é uma comuna italiana da região da Lombardia, província de Cremona, com cerca de 993 habitantes. Estende-se por uma área de 12 km², tendo uma densidade populacional de 83 hab/km². Faz fronteira com Bordolano, Casalbuttano ed Uniti, Olmeneta, Quinzano d'Oglio (BS), Robecco d'Oglio, Verolavecchia (BS).

## Demografia
| Variação demográfica do município entre 1861 e 2011                               |
|                                                                                   |
| Fonte: Istituto Nazionale di Statistica (ISTAT) - Elaboração gráfica da Wikipedia |